# Сальвадор на летних Олимпийских играх 1992
Сальвадор принимал участие в Летних Олимпийских играх 1992 года в Барселоне (Испания) в пятый раз за свою историю, но не завоевал ни одной медали. Сборная состояла из 3 мужчин и 1 женщины.

## Результаты

### Дзюдо
Мужчины
| Спортсмен          | Категория | Предварительный раунд                            | 1/16                                       | 1/8                | Четвертьфиналы     | Полуфиналы         | Финал              | Первый доп. раунд                                   | Утешительный четвертьфинал | Утешительный полуфинал | За 3 место Финал     |
| Спортсмен          | Категория | Соперник Результат                               | Соперник Результат                         | Соперник Результат | Соперник Результат | Соперник Результат | Соперник Результат | Соперник Результат                                  | Соперник Результат         | Соперник Результат     | Соперник Результат   |
| ------------------ | --------- | ------------------------------------------------ | ------------------------------------------ | ------------------ | ------------------ | ------------------ | ------------------ | --------------------------------------------------- | -------------------------- | ---------------------- | -------------------- |
| Хуан Карлос Варгас | до 71 кг  | YEMМохамед аль-Джалаи В Иппон / Моротэ-гари 0:25 | JPNТосихико Кога П Иппон / Томоэ-гари 0:20 |                    |                    |                    |                    | CHNШи Чэншэн П Иппон / Кудзурэ-еко-сихо-гатамэ 2:53 | Закончил выступление       | Закончил выступление   | Закончил выступление |

### Лёгкая атлетика
Мужчины
Технические дисциплины
| Дисциплина     | Спортсмен          | Квалификация | Квалификация | Финал                | Финал                |
| Дисциплина     | Спортсмен          | Результат    | Место        | Результат            | Место                |
| -------------- | ------------------ | ------------ | ------------ | -------------------- | -------------------- |
| прыжок в длину | Анджело Яннуццелли | 7,31         | 39           | Закончил выступление | Закончил выступление |
| метание диска  | Эрберт Родригес    | 43,22        | 31           | Закончил выступление | Закончил выступление |

### Плавание
Женщины
| Спортсменка        | Дистанция                 | Предварительные заплывы | Предварительные заплывы | Полуфиналы            | Полуфиналы            | Финал                 | Финал                 |
| Спортсменка        | Дистанция                 | Результат               | Место                   | Результат             | Место                 | Результат             | Место                 |
| ------------------ | ------------------------- | ----------------------- | ----------------------- | --------------------- | --------------------- | --------------------- | --------------------- |
| Мария Хосе Маренсо | 200 метров вольным стилем | 2:09,36                 | 32                      | Завершила выступления | Завершила выступления | Завершила выступления | Завершила выступления |
| Мария Хосе Маренсо | 400 метров вольным стилем | 4:29,32                 | 26                      | Завершила выступления | Завершила выступления | Завершила выступления | Завершила выступления |
| Мария Хосе Маренсо | 800 метров вольным стилем | 9:09,41                 | 20                      | Завершила выступления | Завершила выступления | Завершила выступления | Завершила выступления |